# Скицюк Іван Степанович
Іва́н Степа́нович Скицю́к (12 серпня 1907, Чорний Острів — 24 квітня 2004, Київ) — майстер декоративного розпису родом з Поділля, заслужений майстер народної творчості України, член Національної спілки художників України.

## Життєпис
Народився 25 серпня 1907 року в селещі Чорний Острів на Поділлі. У 1938—1941 роках вчився у Київському училищі прикладного мистецтва (згодом Київський художньо-промисловий технікум).

## Відомі твори
Декоративні пано: 
- «Риби серед квітів» (1963)
- «Хрущі над вишнями гудуть» (1964)
- «Сичі в гаю перекликались» (1964)

Декоративні тарілки: 
- «Калина» (1967)
- «Жарптиця» (1967)
- «Червоний птах» (1967)

## Розписи у «Казці»
докладніше див.: Настінні розписи магазину іграшок «Казка»
у 1979 році разом з дружиною Марфою Тимченко і дочкою Оленою Скицюк розписав стіни магазину іграшок «Казка» у Києві.  На розпис стін магазину родиною було витрачено близько року. Результати цієї праці дуже високо оцінювали мистецтвознавці, розписи магазину були добре відомі кільком поколінням киян. На початку 2000-х років пропонувалося в приміщенні магазину створити музей або студію декоративного розпису. У 2002 році магазин було викуплено концерном «Європродукт» (зараз RedHead Family Corporation, власник обох В. Б. Бурда) і під час реконструкції всі розписи були закриті гіпсокартоном на наступні 15 років. Проте у жовтні 2017 року, компанія RedHead Family Corporation, до мережі якої належить магазин, анонсувала реставрацію розписів учнями Марфи Тимченко, які брали участь у створенні оригіналу